# Brachypodium phoenicoides
Brachypodium phoenicoides är en gräsart som först beskrevs av Carl von Linné, och fick sitt nu gällande namn av Johann Jakob Roemer och Schult.. Brachypodium phoenicoides ingår i släktet skaftingar, och familjen gräs. Inga underarter finns listade i Catalogue of Life.

## Bildgalleri

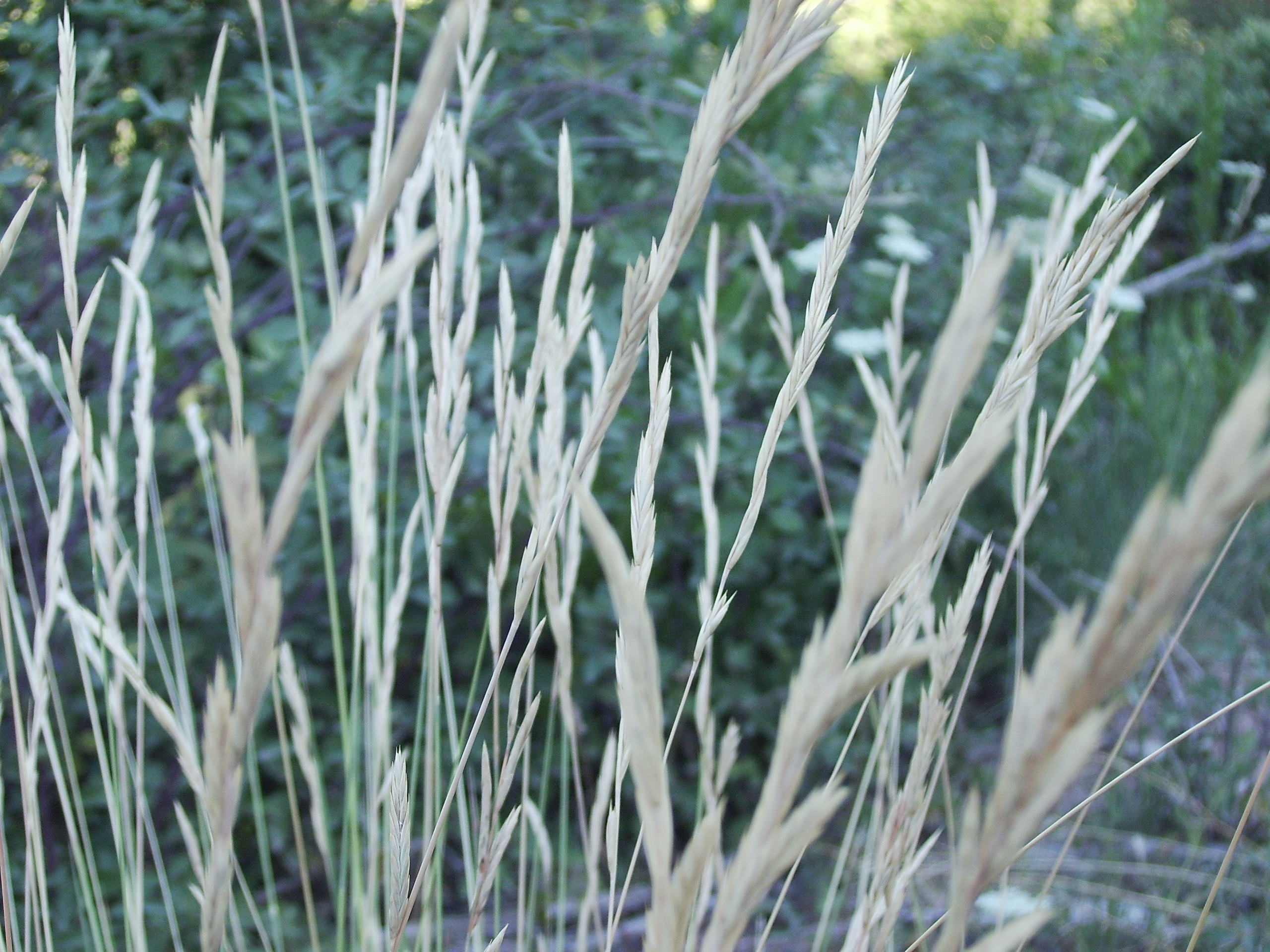
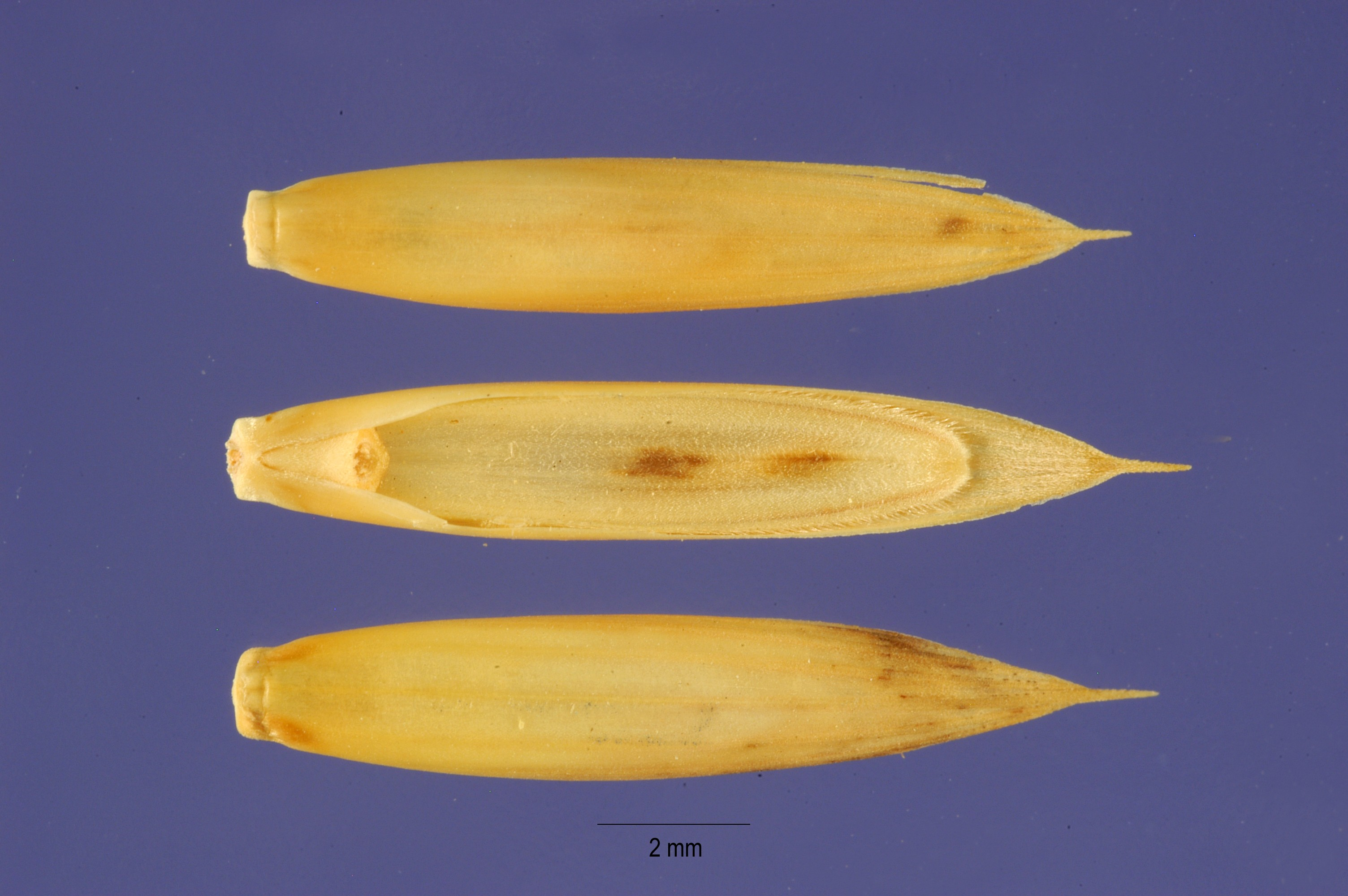
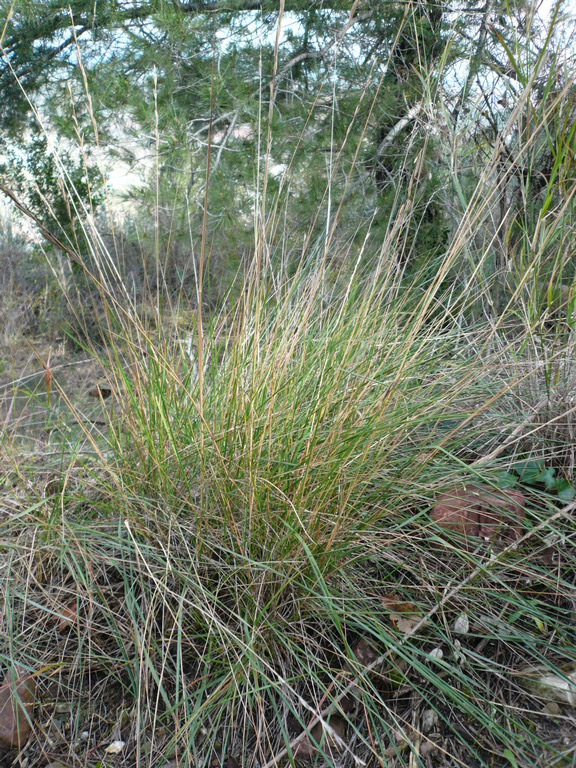
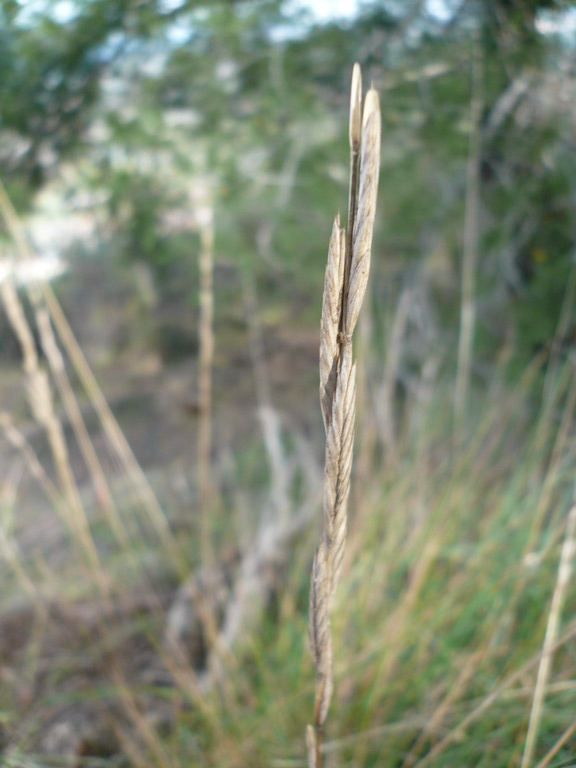